# Ercolano da Piegaro
Ercolano da Piegaro (Piegaro, 12 ottobre 1390 – Castelnuovo di Garfagnana, 28 maggio 1451) è stato un presbitero italiano dell'Ordine dei frati minori; il suo culto come beato è stato confermato da papa Pio IX nel 1860.

## Biografia
Ercolano nacque verso il 1390 a Piegaro. Insieme all'amico beato Alberto da Sarteano, entrò nell'ordine di San Francesco. Con  Alberto, passò dai frati francescani conventuali (quelli che ancora oggi tengono la basilica di Assisi) al movimento dell'Osservanza, che, sotto la guida di san Bernardino da Siena, proponeva il ritorno dei frati all'antica disciplina.
Nel 1430 Ercolano fu invitato a predicare per la Quaresima in cattedrale a Lucca, dove nel 1424 aveva predicato Bernardino, e vi si trovò nel momento in cui i fiorentini cinsero d'assedio la città. Il beato immediatamente si adoperò per animare gli assediati alla resistenza e per soccorrere materialmente i lucchesi, riuscendo a far introdurre viveri in città.
Le parole e gli atti di carità di Ercolano furono tali da meritare l'appoggio degli Anziani della Repubblica di Lucca alla fondazione di una convivenza dell'Osservanza vicino alla città; ciò si verificò prima a Pozzuolo, convento che fu donato dai lucchesi, e poi stabilmente a San Cerbone. Il 23 agosto 1434 papa Eugenio IV gli consentì di fondare i conventi di Barga e Castelnuovo di Garfagnana.
In questi anni Ercolano era già un predicatore affermato. Il suo tema preferito, con il quale commuoveva le folle, era la Passione di Cristo. Si ha memoria di sue importanti predicazioni a Firenze, Perugia, Pisa e l'Aquila. Incoraggiato anche dal papa Eugenio IV, di cui godeva l'amicizia, proseguì l'attività di riformatore francescano, fondando altre due convivenze di stretta osservanza. 
La prima,  nei dintorni di Barga, poi trasferita nell'attuale San Francesco, oggi sede dell'ospedale. La seconda fondazione avvenne a Pieve Fosciana, dove la popolazione gli donò un terreno. Qui, insieme al discepolo fra Jacopo da Pavia, iniziò la costruzione di un modesto "conventino" satis humilem et pauperem (assai umile e povero), ampliato dopo la sua morte. A Pieve Fosciana, Ercolano pose la sua base. Pur continuando la predicazione in varie parti d'Italia, si adoperò molto per la pacificazione degli animi nella valle del Serchio, sconvolta dalle guerre e dagli odi politici.
Nel 1435 Alberto da Sarteano lo volle con sé per la sua missione in Oriente fino al 1437. Nel 1439 Ercolano si recò in Terra Santa ed in Egitto con una missione francescana che aveva lo scopo di promuovere l'unione con i cristiani orientali, facendo conoscere il risultato del Concilio di Firenze. Rientrò probabilmente nel 1441.
In seguito fui superiore dei francescani osservanti della Lucchesia e si spense nel convento che aveva fondato a Castelnuovo. Nel 1456 il suo corpo fu riesumato, trovato incorrotto e traslato nella chiesa conventuale di francescani di Castelnuovo, da poco terminata. Nel 1856, in seguito all'abbandono del convento ed alla demolizione della chiesa, le sue reliquie furono trasportate nella chiesa di Pieve Fosciana e poste in un'urna nel primo altare a destra. 

## Il culto
Papa Pio IX, con decreto del 29 marzo 1860, ne confermò il culto con il titolo di beato.
Il suo elogio si legge nel martirologio romano al 28 maggio.
Il suo culto è ancora particolarmente vivo in tutta la Garfagnana e particolarmente a Pieve Fosciana.